# Église orthodoxe russe séraphimo-guennadite
L'Église orthodoxe russe séraphimo-guennadite est l'une des nombreuses Églises orthodoxes non canoniques, traditionalistes de Russie issue de l' Église des catacombes (clandestine et opposée à l'Église officielle après la révolution bolchevique).
L'Église tire son nom des noms des deux évêques fondateurs Séraphime (Pozdeyev) et Guennadi (Sekach).
Le primat actuel est Théodose (Gumennikov) depuis 2001.